# یوی ماکینو
یوی ماکینو (انگلیسی: Yui Makino; ۱۹ ژانویهٔ ۱۹۸۶ – ) بازیگر، صداپیشه، خواننده-ترانه‌سرا، خواننده، بازیگر خردسال، و نوازنده پیانو اهل ژاپن بود. وی از سال ۱۹۸۹ میلادی تاکنون مشغول فعالیت بوده‌است.